# Liste der Baudenkmäler in Adelzhausen
Auf dieser Seite sind die Baudenkmäler in der schwäbischen Gemeinde Adelzhausen zusammengestellt. Diese Tabelle ist eine Teilliste der Liste der Baudenkmäler in Bayern. Grundlage ist die Bayerische Denkmalliste, die auf Basis des Bayerischen Denkmalschutzgesetzes vom 1. Oktober 1973 erstmals erstellt wurde und seither durch das Bayerische Landesamt für Denkmalpflege geführt wird. Die folgenden Angaben ersetzen nicht die rechtsverbindliche Auskunft der Denkmalschutzbehörde.

## Baudenkmäler nach Ortsteilen

### Adelzhausen
| Lage                           | Objekt                                    | Beschreibung | Akten-Nr.             | Bild           |
| ------------------------------ | ----------------------------------------- | --- | --------------------- | -------------- |
| Aichacher Straße 10 (Standort) | Pfarrhaus                                 | Stattlicher, zweigeschossiger Satteldachbau mit lisenengegliedertem Schweifgiebel, Putzbändern und zwei Aufzugsluken, 1708                                                     | D-7-71-111-1 Wikidata | weitere Bilder |
| Kirchenweg 5 (Standort)        | Katholische Pfarrkirche St. Elisabeth     | Tonnengewölbter Saalbau mit eingezogenem Chor unter Stichkappentonne, südlich Satteldachturm mit Treppengiebeln, Chor und Turm 15. Jahrhundert, Langhaus 1757; mit Ausstattung | D-7-71-111-2 Wikidata | weitere Bilder |
| St. Salvator 1 (Standort)      | Katholische Wallfahrtskirche St. Salvator | Zentralbau mit Ostturm, 1681; mit Ausstattung | D-7-71-111-3 Wikidata | weitere Bilder |
| Nähe Sonnenstraße (Standort)   | Lourdeskapelle                            | Kleiner Rechteckbau mit Satteldach und Lisenengliederung, 1893; mit Ausstattung                                                                                                | D-7-71-111-14         | weitere Bilder |

### Burgadelzhausen
| Lage | Objekt                                       | Beschreibung                                                                                              | Akten-Nr.             | Bild                                         |
| --- | -------------------------------------------- | --- | --------------------- | -------------------------------------------- |
| Johannes-von-Nepomuk-Straße 2 (Standort)                                                                | Katholische Kapelle St. Johannes von Nepomuk | Schlichter Satteldachbau mit profilierten Giebelgesimsen und Dachreiter, 18. Jahrhundert; mit Ausstattung | D-7-71-111-4 Wikidata | Katholische Kapelle St. Johannes von Nepomuk |
| Von Burgadelzhausen nach Adelzhausen, am nördlichen Ortsausgang an der Straße nach Weinsbach (Standort) | Wegkreuz                                     | Mit trauernder Maria, Gusseisen, bezeichnet „1912“                                                        | D-7-71-111-5 Wikidata | Wegkreuz                                     |

### Heretshausen
| Lage                             | Objekt                                 | Beschreibung | Akten-Nr.             | Bild           |
| -------------------------------- | -------------------------------------- | --- | --------------------- | -------------- |
| Dorfstraße 18 (Standort)         | Pfarrhaus                              | Zweigeschossiger Satteldachbau mit steilem Giebel, 18. Jahrhundert | D-7-71-111-8 Wikidata | Pfarrhaus      |
| Dorfstraße 20 (Standort)         | Katholische Pfarrkirche St. Laurentius | Flachgedeckter Saalbau mit eingezogenem Chor unter Stichkappentonne, nördlich Turm mit Zwiebelhaube, im Kern spätmittelalterlich, Langhaus wohl Ende 17. Jahrhundert; mit Ausstattung (siehe auch: Kanzel). | D-7-71-111-6 Wikidata | weitere Bilder |
| Dorfstraße 26 (Standort)         | Dreiseithof                            | Wohnhaus, stattlicher, zweigeschossiger Satteldachbau, bezeichnet „1927“ Stadel, langgestreckter Satteldachbau mit korbbogigen Toren, Ende 18. Jahrhundert, gewölbte Stalleinbauten, 19. Jahrhundert, hofseitig Mörtelplastiken, Ende 19. Jahrhundert Nebengebäude, erdgeschossiger Satteldachbau mit befenstertem Kniestock, bezeichnet „1920“ | D-7-71-111-9 Wikidata | weitere Bilder |
| St.-Leonhard-Straße 2 (Standort) | Katholische Filialkirche St. Leonhard  | Flachgedeckter Saalbau mit eingezogenem, netzrippengewölbtem Chor, Dachreiter mit Spitzhelm, Chor Ende 15. Jahrhundert, Langhaus um 1700, Umgestaltung um 1880; mit Ausstattung | D-7-71-111-7 Wikidata | weitere Bilder |

### Irschenhofen
| Lage                      | Objekt        | Beschreibung | Akten-Nr.              | Bild          |
| ------------------------- | ------------- | ------------ | ---------------------- | ------------- |
| Mühlenstraße 2 (Standort) | Mörtelplastik | Um 1880/90   | D-7-71-111-15 Wikidata | Mörtelplastik |

### Landmannsdorf
| Lage                              | Objekt                                 | Beschreibung | Akten-Nr.              | Bild           |
| --------------------------------- | -------------------------------------- | --- | ---------------------- | -------------- |
| St.-Sebastian-Straße 4 (Standort) | Katholische Filialkirche St. Sebastian | Saalbau, südlich Turm mit Zwiebelhaube, im Kern erste Hälfte 17. Jahrhundert, Langhaus um 1760 erweitert; mit Ausstattung Friedhofsmauer | D-7-71-111-11 Wikidata | weitere Bilder |

### Michelau
| Lage                  | Objekt    | Beschreibung | Akten-Nr.              | Bild           |
| --------------------- | --------- | --- | ---------------------- | -------------- |
| Michelau 1 (Standort) | Bauernhof | Wohnhaus, erdgeschossiger Satteldachbau mit befenstertem Kniestock, bezeichnet „1912“ Zugehöriges Wirtschaftsgebäude, Satteldachbau mit befenstertem Kniestock | D-7-71-111-12 Wikidata | weitere Bilder |
| Michelau 4 (Standort) | Haustafel | Mit Kreuzigung, Mitte 19. Jahrhundert | D-7-71-111-13 Wikidata | Haustafel      |